# Hjälmprydnad

Halmstads kommunvapen har tre sädeskärvar som hjälmprydnad. Med namnledet Halm- innebär detta att hjälmprydnaden kan tolkas som talande.

Hjälmprydnad kallas den bild som finns ovanpå hjälmen i ett heraldiskt vapen.
Om ett vapen innehåller en hjälm, skall denna alltid ha en hjälmprydnad. Till skillnad från sköldens tvådimensionella bilder, sköldemärkena, antas hjälmprydnaden vara plastiskt tredimensionell och den skall alltid orienteras åt samma håll som hjälmen.
I de anglosaxiska ländernas heraldik förekommer att man använder en hjälmprydnad utan att ha en hjälm mellan den och skölden, något som däremot anses otänkbart i nordisk eller kontinentaleuropeisk heraldik.

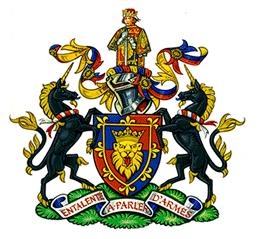
Vapnet för The Heraldry Society i England kan tjäna som exempel på ett vapen med hjälm och hjälmprydnad. Hjälmprydnaden bör alltid, som här, orienteras åt samma håll som hjälmen.
Pitcairnöarnas hjälmprydnad består av en skottkärra av det slag som är typisk för öarna samt en portiaträdsblomma.
Ofta återfinns sköldemärket även i hjälmprydnaden, ibland något förändrat, som här i Malmö kommunvapen.